# Dayron Robles
Dayron Robles (n. Guantánamo; 19 de noviembre de 1986) es un atleta cubano especializado en la prueba de 110 metros vallas. Ostentaba la plusmarca mundial de atletismo de 110 m vallas con un tiempo de 12,87 segundos.

## Trayectoria
En 2006 fue subcampeón en 60 m vallas en el mundial en pista cubierta de Moscú. En el 2008 en el Campeonato mundial de atletismo de pista cubierta, siendo favorito para ganar el oro, fue eliminado en las series al frenar su carrera pensando que había ocurrido una salida nula.
Realizó la plusmarca mundial en la Reunión Atlética de Ostrava (República Checa), con una marca de 12 segundos y 87 centésimas (viento favorable: 0,9 m/s), el jueves 12 de junio de 2008, mejorando así la anterior del chino Liu Xiang con 12,88 segundos, que databa de mediados del 2006. Dicha marca fue superada el 8 de septiembre de 2012 por el estadounidense Aries Merritt quien registró 12 segundos y 80 centésimas (+0,3 m/s) en Bruselas, Bélgica.
El miércoles 21 de agosto de 2008 se coronó campeón olímpico en Pekín. En el año 2010 consiguió la medalla de oro en los 60 metros vallas en el Campeonato Mundial de Atletismo en Pista Cubierta en Doha. Dayron ganó con un tiempo de 7,34 segundos para acabar por delante de los estadounidenses Terrence Trammell y David Oliver.
Los años siguientes carecieron de fortuna para el atleta. En el campeonato mundial del 2011, fue descalificado del primer puesto por interferir en la carrera de su rival, Liu Xiang; y en los Juegos Olímpicos de Londres 2012, abandonó la final de la prueba por lesión. 
El 24 de enero de 2013, pidió la baja del equipo nacional de Cuba, una decisión posterior al retiro de su entrenador Santiago Antúnez. Aunque parecía poner fin a su trayectoria a los veintiséis años cumplidos, volvió a la pista en Turín, Italia, el 8 de junio de 2013, con un sexto lugar y tiempo de 13,82 s.
Sin embargo, esa participación tuvo como consecuencia que la Federación Cubana de Atletismo, por medio de su presidente Alberto Juantorena, elevara una queja ante la Asociación Internacional de Federaciones de Atletismo (IAAF), puesto que Robles ya había anunciado su retiro y volvió a correr en nombre de Cuba, situación que quebrantaba las normas de la IAAF, según Juantorena. Además, la federación cubana desestimó una petición del club francés AS Mónaco para que el atleta compitiera por esta institución.
En abril de 2016, la Comisión Nacional de Atletismo de Cuba reconoció que Robles tenía el aval de la Federación Cubana de Atletismo para competir por su país.

## Resultados
| Año  | Competición                                  | Ciudad                   | Clasificación | Disciplina   | Tiempo    |
| ---- | -------------------------------------------- | ------------------------ | ------------- | ------------ | --------- |
| 2003 | Campeonatos del Mundo Juveniles de Atletismo | Sherbrooke, Canadá       | 6º            | 110 m vallas | -         |
| 2004 | Campeonatos del Mundo Junior de Atletismo    | Grosseto, Italia         | 2º            | 110 m vallas | -         |
| 2005 | Juegos de Centro América y Caribe            | Nassau, Bahamas          | 2º            | 110 m vallas | -         |
| 2006 | Campeonato Mundial de Atletismo              | Moscú, Rusia             | 2º            | 60 m vallas  | 7.46s     |
| 2006 | Juegos de Centro América y Caribe            | Cartagena, Colombia      | 1º            | 110 m vallas | 13.12s CR |
| 2007 | 2007 Campeonato Mundial de Atletismo         | Osaka, Japón             | 4º            | 110 m vallas | 13.15s    |
| 2007 | IAAF Final Mundial de Atletismo              | Stuttgart, Alemania      | 1º            | 110 m vallas | 12.92s CR |
| 2008 | Golden Spike Meet                            | Ostrava, República Checa | 1º            | 110 m vallas | 12.87s WR |
| 2008 | Juegos Olímpicos de Pekín 2008               | Pekín, China             | 1º            | 110 m vallas | 12.93s    |
| 2009 | Juegos de Centro América y Caribe            | La Habana, Cuba          | 1º            | 110 m vallas | 13.18s    |
| 2010 | Campeonato del Mundo en Pista Cubierta       | Doha, Catar              | 1º            | 60 m vallas  | 7.34s CR  |

## Marcas personales
| Carrera           | Tiempo  | Año  | Notas          |
| ----------------- | ------- | ---- | -------------- |
| 50 metros vallas  | 6.39 s  | 2008 | -              |
| 60 metros vallas  | 7.33 s  | 2008 | -              |
| 110 metros vallas | 12.87 s | 2008 | Récord Mundial |